# Rhinatrema shiv
Espèce
Rhinatrema shiv est une espèce de gymnophiones de la famille des Rhinatrematidae.

## Répartition
Cette espèce est endémique du Guyana. Elle a été observée dans le parc national de Kaieteur et à Wineperu.

## Description
La longueur de cette espèce varie de 127 à 184 mm. Elle est apode et sa colonne vertébrale est composée de 95 à 99 vertèbres.

## Étymologie
Cette espèce est nommée en référence au joueur de cricket Shiv Chanderpaul.

## Publication originale
- Gower, Wilkinson, Sherratt & Kok, 2010 : A new species of Rhinatrema Duméril & Bibron (Amphibia: Gymnophiona: Rhinatrematidae) from Guyana. Zootaxa, no 2391, p. 47-60 (texte intégral).